# Обстріли Маріуполя 24 січня 2015
Теракт у Маріуполі 24 січня 2015 року — серія обстрілів житлових кварталів міста Маріуполь із лівобережжя річки Кальміус, що відбулась 24 січня 2015 року. Перший обстріл відбувся близько 09:25 за київським часом. Було обстріляно житловий мікрорайон «Східний» та блокпост Збройних сил України в селищі Виноградне. За остаточною інформацією СБУ від 7 травня 2018 року, загинуло 29 людей, поранено 92 громадян, серед загиблих та поранених родини, діти, підлітки.
У зв'язку із загибеллю жителів Маріуполя Президент Порошенко оголосив 25 січня Днем жалоби.
На основі події знято документальний фільм «Чорний січень» з циклу «Місто героїв» та окремих документальних фільмів «24/24» і «Десять секунд» студії Вавилон'13.
За «Законом Савченко» коригувальник обстрілу В. С. Кірсанов вважається таким, що вже відбув покарання і був звільнений 15 серпня 2019 року, він відбув 4 роки в СІЗО.

## Перебіг подій

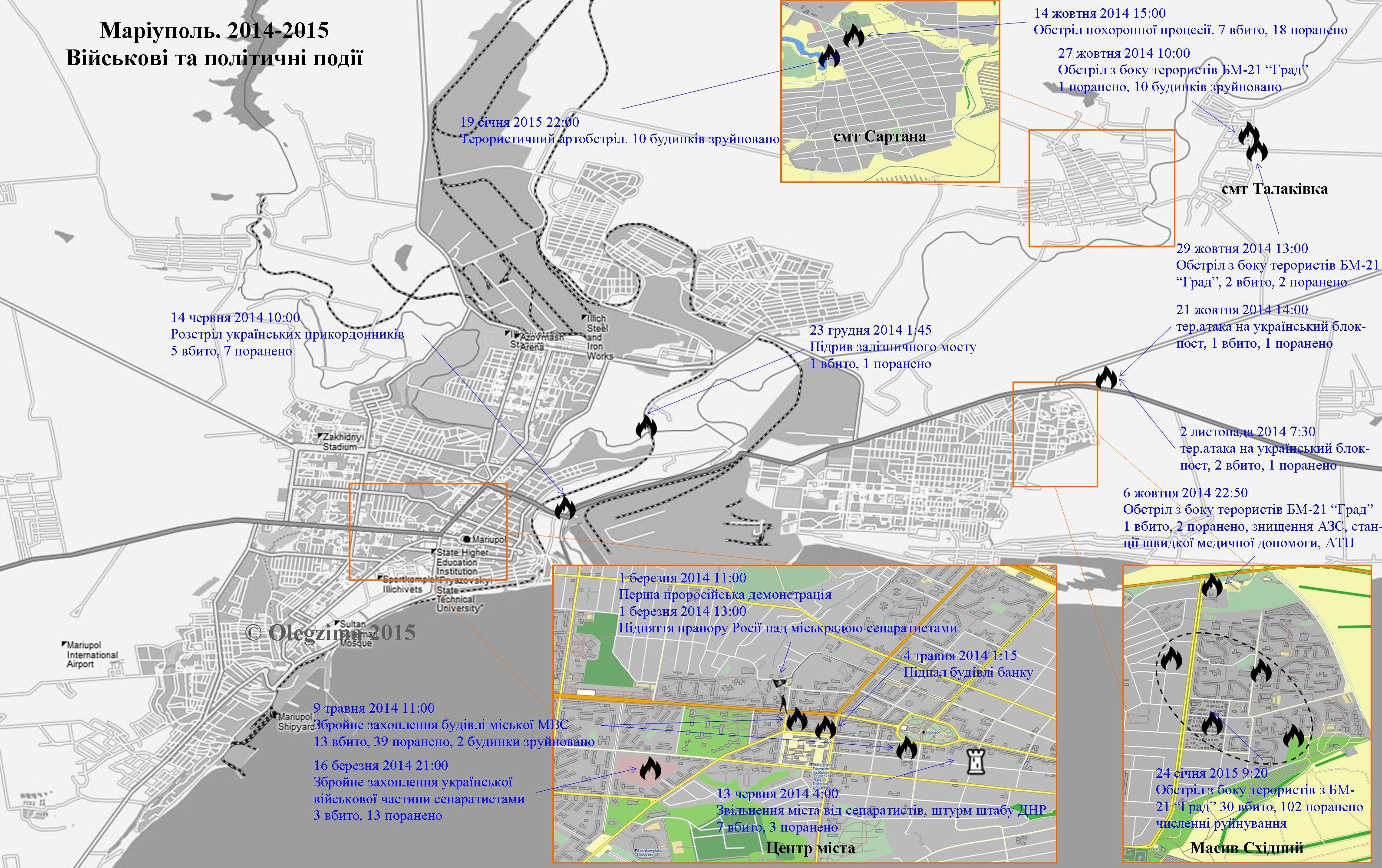
Маріуполь. 2014—2015.
Військові та політичні події

Терористичний акт було вчинено 24 січня 2015 року о 09:15 ранку. За повідомленням тієї доби пресслужби АТО, у Маріуполі було пряме попадання РСЗВ «Град» в районі мікрорайону Східний. Попадання снарядів були зафіксовані на вул. Київській, між школами № 5 і № 69, та поблизу Київського ринку. За даними батальйону «Азов», в зону ураження потрапили житлові квартали, приватний сектор та ринок в Ордженікідзевському районі міста. На місце виїхали санінструктори полку «Азов».
О 10:20 на місце події прибула СММ ОБСЄ. Було зафіксовано перші наслідки обстрілу та жертви.
З 12:00 до 12:45 в Маріуполі відбулося засідання Штабу по ліквідації наслідків обстрілу ЖМР «Східний».
О 13:09 міська влада повідомила про пункт збору біля ринку «Денис» для перевезення мешканців в інші райони міста.
О 13:25 прокуратура Донецької області кваліфікувала артобстріли житлових кварталів Маріуполя як теракт.
Цього ж дня ватажок терористичного угрупування «ДНР» Олександр Захарченко заявив про початок наступу на місто Маріуполь.
Пізніше Міністр оборони України Степан Полторак повідомив, що під Маріуполем українська артилерія знищила 4 установки «Град» з обслугою із 6-ти, з яких здійснювався обстріл міста. Артилеристами, що завдали удару по супротивнику, була гаубично-артилерійська батарея 3-го батальйону «Фенікс» 79-ї десантно-штурмової бригади під командуванням капітана Рибцова.
Пізно ввечері Арсен Аваков повідомив нові дані про кількість жертв та заявив про перехоплення трафіку розмов терористів і затримання їх навідника.. Вже до вечора того ж дня правоохоронці затримали коригувальника вогню.
Секретар РНБО України (на той час) Олександр Турчинов заявив, що цей терористичний акт «став прямою реалізацією поставлених Путіним завдань на вчорашньому засіданні Ради безпеки РФ».

### Кількість обстрілів
За даними СММ ОБСЄ було три хвилі ракетних атак — о 9-15 (тривалість 35 секунд), 13-02 і 13-21 за місцевим часом, що підтверджується і іншими джерелами.

### Жертви та руйнування
О 17:00 секретар міськради Маріуполя А. Федай повідомив, що внаслідок теракту в Маріуполі загинуло 27 осіб, 2 з яких діти, ще 97 були поранені (серед яких 5 дітей).
За даними, оприлюдненими на сайті ГУМВС України в Донецькій області, станом на 21:25 24 січня від обстрілів загинуло 29 людей, ще 93 отримали поранення. Було пошкоджено 79 об'єктів: 37 приватних будинків, 22 багатоповерхівки, 2 ринки, 8 магазинів, поштове відділення, 2 банківських установи, аптека, кафе та СТО.
В селищі Виноградне було пошкоджено газову станцію та лінії електропередач.

### Загиблі
Кількість загиблих за різними джерелами, до оприлюднених даних на брифінгу СБУ (07.05.2018), називали 27-31 людина, кількість поранених 92-128 осіб.
|    | Прізвище, ім'я, по батькові        | Дата народження (вік)        | Місце смерті                               | Примітки                                                                                |
| -- | ---------------------------------- | ---------------------------- | ------------------------------------------ | --------------------------------------------------------------------------------------- |
| 1  | Миколайчук Дмитро Васильович       | 3 червня 1993 (21 рік)       |                                            | Зареєстрований: Хмельницька обл., Віньковецький р-н, с. Ломачинці (військовослужбовець) |
| 2  | Абдурашитова Ольга Вікторівнаa     | 27 жовтня 1987 (27 років)    | вул. Київська, біля ринку «Київський»      | Мешкала по вул. Олімпійська                                                             |
| 3  | Акатьєва Олена Ігорівна            | 16 лютого 1987 (27 років)    |                                            |                                                                                         |
| 4  | Анікєєнко Галина Володимирівна     | 18 листопада 1965 (49 років) | вул. Полєтаєва біля буд. № 109             | Мешкала по вул. Олімпійська                                                             |
| 5  | Бобильов Микола Анатолійович       | 18 жовтня 1960 (54 роки)     | вул. Зіркова                               | Знайдений за місцем мешкання                                                            |
| 6  | Бобильова Любов Петрівна           | 31 липня 1963 (51 рік)       | вул. Зіркова                               | Знайдена за місцем мешкання                                                             |
| 7  | Бондаренко Олена Василівна         | 23 листопада 1972 (42 роки)  |                                            |                                                                                         |
| 8  | Борисов Сергій Леонідович          | 21 червня 1954 (60 років)    | вул. Кузбасівська                          | Знайдений за місцем мешкання та реєстрації                                              |
| 9  | Будник Валерій Валентинович        | 16 листопада 1969 (45 років) | вул. Київська                              | Зареєстрований по вул. Київська                                                         |
| 10 | Вербицька Любов Наумівна           | 27 грудня 1944 (70 років)    | вул. Київська в під'їзді будинку           | Мешкала по вул. Київська                                                                |
| 11 | Демченко Олександр Миколайович     | 25 серпня 1956 (58 років)    | вул. Київська біля буд. № 68               |                                                                                         |
| 12 | Євглевська Валентина Василівна     | 7 вересня 1967 (47 років)    | вул. Пейзажна                              |                                                                                         |
| 13 | Єфимов Юрій Стефанович             | 11 липня 1950 (64 роки)      | вул. Київська біля буд. № 48               | Зареєстрований по вул. Київська                                                         |
| 14 | Єфремов Станислав Олегович         | 19 травня 1976 (38 років)    | вул. Маршрутна                             |                                                                                         |
| 15 | Кашин В'ячислав Олександрович      | 16 лютого 2011 (3 роки)      | вул. Зіркова                               | Знайдений за місцем мешкання                                                            |
| 16 | Кашина Марина Миколаївна           | 1 квітня 1986 (28 років)     | вул. Зіркова                               | Знайдена за місцем мешкання                                                             |
| 17 | Константинова Тамара Костянтинівна | 26 травня 1945 (69 років)    | вул. Олімпійська                           |                                                                                         |
| 18 | Литвиненко Надія Іванівна          | 25 серпня 1956 (67 років)    | вул. Київська                              |                                                                                         |
| 19 | Лобов Сергій Володимирович         | 23 вересня 1977 (37 років)   |                                            |                                                                                         |
| 20 | Луценко Альона Петрівна            | 22 грудня 1998 (16 років)    | вул. Київська                              |                                                                                         |
| 21 | Макаров Андрій Андрійович          | 7 грудня 1965 (49 років)     |                                            |                                                                                         |
| 22 | Найдьонов Василь Федорович         | 24 жовтня 1945 (69 років)    |                                            |                                                                                         |
| 23 | Німенко Лілія Миколаївна           | 20 вересня 1953 (61 рік)     | вул. Київська, біля ринку «Київський       | Зареєстрована по вул. Київська                                                          |
| 24 | Павлюк Олена Олександрівна         | 19 травня 1976 (38 років)    |                                            |                                                                                         |
| 25 | Поліщук Ольга Дмитрівна            | 29 квітня 1979 (35 років)    | вул. Олімпійська                           |                                                                                         |
| 26 | Попова Лариса Олександрівна        | 8 листопада 1948 (66 років)  | вул. Київська біля буд. № 64               |                                                                                         |
| 27 | Сиротенко Віталій Миколайович      | 12 травня 1962 (52 роки)     | вул. 130-ї Таганрозької дивізії            |                                                                                         |
| 28 | Чумак Ліна Георгіївна              | 28 березня 1989 (25 років)   | вул. Станіславського біля торгового кіоску | Мешкала по вул. Київська                                                                |
| 29 | Шурхаєва Валерія Сергіївна         | 18 червня 1987 (27 років)    | просп. Захисників України                  |                                                                                         |

↑  До уточнення, в списку загиблих значилася (24) Абдурахманова Ольга Вікторовна. За адресною книгою з'ясовано, що у списку МВС 17. Абдурашитова Ольга Вікторівна та 24. Абдурахманова Ольга Вікторовна — одна особа, Абдурашитова Ольга Вікторівна, народилася 27 жовтня 1987 року. Мала власну сторінку ВК, яка після загибелі видалена (як і сторінка старшої сестри, про яку Оля писала), але збережено часткові копії. У соцмережах закликала Путіна ввести війська до України. Також, до уточнення, в списку загиблих значилася (19) Бушньова Любов Степанівна — пенсіонерка, що мешкала вул. Київська та померла від природних причин.

## Розслідування

### ОБСЄ
Спеціальна моніторингова місія ОБСЄ оперативно виїхала на місце трагедії і встановила, що обстріл мікрорайону «Східний» був здійснений саме терористами «ДНР». На основі аналізу вирв від снарядів фахівці місії встановили, що ракети системи «Град» були випущені з північно-східного напрямку, з району населеного пункту Октябрське, а ракети системи «Ураган» — зі східного, з району населеного пункту Заїченко. Обидва населені пункти перебувають під контролем «ДНР» та розташовані на відстані 19 та 15 км відповідно.
У звіті спеціальної моніторингової місії ОБСЄ щодо теракту в Маріуполі зазначено, що місто було обстріляне бойовиками з території підконтрольній «ДНР» з установок «Град» та «Ураган».

### СБУ
За повідомленням тодішнього голови СБУ Валентина Наливайченка напад здійснювався силами артилерійського дивізіону терористичної організації «ДНР» у складі 4 артилерійських батарей, озброєних САУ «Тюльпан» та установками «ГРАД». Вогонь було відкрито за наказом офіцера РФ з позивним «Горець». Після обстрілів артилерійські батареї були сховані у селищі Маркине, а потім вцілілі російські військові та техніка за командою, що надійшла від Південного військового округу РФ, з метою приховати злочини були виведені на територію Росії за сприяння прикордонної служби ФСБ РФ. Під час планування та вчинення обстрілів Маріуполя було використано надсучасні системи супутникового зв'язку 5 покоління «Бєлозьор», які є лише у Російської Федерації. Затриманий СБУ коригувальник вогню артилерії терористів Кірсанов, 1975 р.н., на прізвисько «Гаїшнік» розповів, що атаку на Маріуполь здійснювала російська артилерійська батарея під командуванням російського офіцера з позивним «Пепел». Встановлено інших членів злочинної групи. Серед них — громадянин України Пономаренко, 1977 р.н., на прізвисько «Терорист» — ватажок однієї з банд т. зв. «армії Новоросії», відомий у кримінальних колах рецидивіст. Контррозвідка СБУ перехопила розмови, які свідчать, що «Терорист» звертався до бойовика «Пеплу» з проханням здійснити обстріл з використанням реактивної артилерії. Після прийняття росіянином рішення та здійснення злочину, про результати завданих пошкоджень коригувальник Кірсанов доповів спочатку російському офіцеру, а потім Пономаренку у Донецьк.
26 січня 2015 року голова СБУ повідомив особу навідника: Кірсанов Валерій Сергійович, 1974 р.н.
7 травня 2018 року Голова Служби безпеки України Василь Грицак оприлюднив на брифінгу матеріали розслідування, які доводять безпосередню участь російських військових у обстрілах мікрорайону «Східний» у Маріуполі 24 січня 2015 року.
(…)Слідчі СБУ задокументували увесь ланцюжок організації, координації та виконання кадровими військовими РФ цього злочину проти мирного населення України.
«Під час досудового розслідування нашими слідчими встановлено та доведено, що цей терористичний акт здійснено кадровими російськими військовослужбовцями із застосуванням двох штатних реактивних дивізіонів Збройних сил РФ», — повідомив Василь Грицак.
З території Росії операцією безпосередньо керував начальник ракетних військ та артилерії Південного військового округу Збройних сил РФ генерал-майор Ярощук Степан Степанович. У тимчасово окупованому Донецьку обстрілом керував полковник ЗС РФ Цаплюк Олександр Йожефович, позивний «Горець». Координацію дій російських реактивних дивізіонів здійснював підполковник ЗС РФ Власов Максим Володимирович, позивний «Югра».
Слідчі СБУ встановили безпосередню участь в обстрілах підрозділів 200-ї Печенгської окремої мотострілецької бригади та 2-ї Гвардійської Таманської мотострілецької дивізії (колишня 5-та окрема Гвардійська Таманська мотострілецька бригада). «Завдяки проведеній кропіткій роботі вдалося похвилинно зафіксувати та задокументувати перетин російськими підрозділами російсько-українського кордону та шлях на позиції терористів, з яких здійснювався обстріл Маріуполя», — підкреслив Голова Служби.
Два дивізіони реактивних систем залпового вогню БМ-21 «Град» зі складу Збройних сил РФ здійснили понад 120 пострілів по мирному місту некерованими реактивними осколково-фугасними снарядами С-21ОФ. «Після отримання інформації про виїзд на ділянку місії ОБСЄ російські військовослужбовці почали трусливо „замітати“ сліди злочину та ховати техніку для подальшого повернення до РФ», — наголосив Василь Грицак.(…)
Відеоматеріали [Архівовано 19 лютого 2019 у Wayback Machine.] брифінгу були розміщені того ж дня на офіційному інтернет-каналі СБУ.

### Bellingcat
За даними Bellingcat, давали інструкції, керували операцією і надавали консультації дев'ять російських офіцерів. Серед них:
- генерал-майор Ярощук Степан Степанович
- генерал-майор Клименко Дмитро Миколайович

## Реакція

### Україна
24 січня громадська організація Новий Маріуполь організувала доставку допомоги у вигляді ліків, води та будівельної плівки для жителів обстріляного району. Ввечері того ж дня представниками МНС було організовано пункт обігріву. Зранку 25 січня волонтери міста, служба у справах біженців ООН та представники МНС продовжили надавати допомогу постраждалим.
 Президент України Петро Порошенко назвав теракт під Маріуполем злочином проти людяності.
Перед відльотом із Саудівської Аравії Порошенко дав інтерв'ю, в якому заявив:
25 січня Порошенко заявив, що перехоплення розмов бойовиків 24 січня неспростовно свідчать, що атака була здійснена терористами, яких підтримує Росія.
Під час телефонної розмови з канцлером ФРН Ангелою Меркель та президентом Франції Франсуа Олландом Порошенко наголосив, що Україна наполягатиме на визнанні «ДНР» терористичною організацією.
Прем'єр-міністр України Арсеній Яценюк звернувся до ООН з проханням негайно скликати засідання Ради Безпеки у зв'язку з терактом у Маріуполі. Крім того, він заявив, що Росія порушує всі базові принципи міжнародного права і людяності, за що керівництво Росії має судити гаазький трибунал.
Прокуратурою Донецької області контролюється хід досудового розслідування у кримінальному провадженні за ч. 3 ст. 258 Кримінального Кодексу України (Терористичний акт).
Секретар РНБО України Олександр Турчинов скасував візит до Польщі, який було заплановано на 26-27 січня. У своїй заяві він звинуватив у обстрілі російсько-терористичні угруповання та особисто президента РФ Володимира Путіна:
У зв'язку з загостренням безпекової ситуації на сході України, насамперед в Маріуполі, українська сторона в особі Ігоря Долгова, Глави Місії України при НАТО, ініціювала скликання на 26 січня термінового засідання Комісії Україна-НАТО для обговорення ситуації та подальших дій.

#### Мітинг-реквієм
За інформацією місцевих ЗМІ, маріупольці вийшли на мітинг-реквієм, тримаючи в руках свічки, лампадки та плакати з написом «Я — Маріуполь!» На мітинг вийшло близько 100 осіб. Крім Маріуполя, для вираження солідарності на вулиці вийшли жителі Києва, Львова, Одеси та Слов'янська.

### Інші держави
Посол США в Україні Джефрі Пайєт назвав обстріл Маріуполя повним порушенням мінських домовленостей. Держсекретар США Джон Керрі засудив обстріл Маріуполя бойовиками та вчергове закликав Росію припинити підтримувати терористів. Він також додав, що американський та міжнародний тиск на Росію буде збільшуватися. Віцепрезидент США Джо Байден у телефонній розмові з Петром Порошенком пообіцяв добиватися посилення міжнародного тиску на Росію. Президент Барак Обама заявив, що в його адміністрації глибоко стурбовані загостренням конфлікту на сході України і висловив готовність посилювати тиск на Росію. Він додав, що в цьому контексті США розглядають різні варіанти, щоб скоротити військову конфронтацію. У заяві Обами йшлося:
. Представник США у ООН Саманта Пауер заявила, що заяви Захарченка про наступ говорять не лише про його наміри, а й про наміри Росії.
 Верховний представник Європейського союзу із закордонних справ і політики Федеріка Могеріні заявила, що обстріл бойовиками Маріуполя призведе до неминучого серйозного погіршення відносин ЄС та Росії. Президент Європейської Ради Дональд Туск заявив:
 Повноважний представник Республіки Татарстан (РФ) в Казахстані, колишній так званий експрем'єр окупаційного уряду Криму Рустам Темиргалієв назвав теракт у Маріуполі «початком звільнення».
Пізніше Росія заблокувала рішення Радбезу ООН про ситуацію на Донбасі.
Ексрадник президента РФ Андрій Ілларіонов попередив, що Росія таким чином намагається українську владу змусити сісти за стіл переговорів з терористами та попередив про можливий наступ в районі Дебальцевого та Щастя, а цей теракт може бути відволікаючим моментом, щоб українські війська перекинули додаткові сили сюди.
25 січня в Росії активісти влаштували антивоєнний мітинг на підтримку України. Опозиціонер Борис Нємцов заявив, що на Донбасі почалась масштабна війна.
 Президент Польщі Броніслав Коморовський під час телефонної розмови з Порошенком висловив співчуття.
 Литва на засіданні Радбезу ООН 26 січня рішуче засудила напад, висловила співчуття родинами загиблих та постраждалих.

### Міжнародні організації

#### НАТО
Генсек НАТО Єнс Столтенберг вчергове закликав Росію припинити військову, політичну та фінансову підтримку сепаратистів та припинити дестабілізацію ситуації в Україні.

#### HRW
Спостерігачі організації Human Rights Watch після дослідження воронок від вибухів ракет установок «Град» прийшли до висновку, що Маріуполь обстріляли бойовики ДНР.

#### ООН
Генсек ООН Пан Гі Мун засудив обстріл Маріуполя і звинуватив бойовиків у порушенні угод.
На терміновому засіданні Ради безпеки ООН ввечері дня трагедії Росія скористалась правом вето і заблокувала заяву з приводу атаки на Маріуполь. У заяві засуджувалися «нещодавні провокаційні висловлювання сепаратистів» у зв'язку з обстрілом Маріуполя, мова йшла про заяву глави бойовиків «ДНР» Олександра Захарченка, в якій той оголосив наступ на Маріуполь. Водночас пресслужба російського представництва в ООН заявила, що заяву Радбезу погодити не вдалося, «оскільки делегація Великої Британії наполягала на засудженні радою окремих заяв ополченців».

## Наслідки
На квітневій сесії міськради міський голова Юрій Хотлубей повідомив, що для відновлення мікрорайону «Східний» необхідно 100 мільйонів гривень. За уточненими після 25 січня даними, повністю або частково зруйновано 290 об'єктів інфраструктури міста, з них 207 будинків приватного сектора. У ЗМІ відзначаються значні проблеми, зокрема недостатня прозорість у розподілі матеріальної допомоги і коштів.
16 січня 2017 року Україна подала позов до Міжнародного суду ООН з метою притягнення Російської Федерації до відповідальності за вчинення актів тероризму і дискримінації протягом її незаконної агресії проти України. Серед перелічених терористичних атак був названий і обстріл Маріуполя.

## Галерея

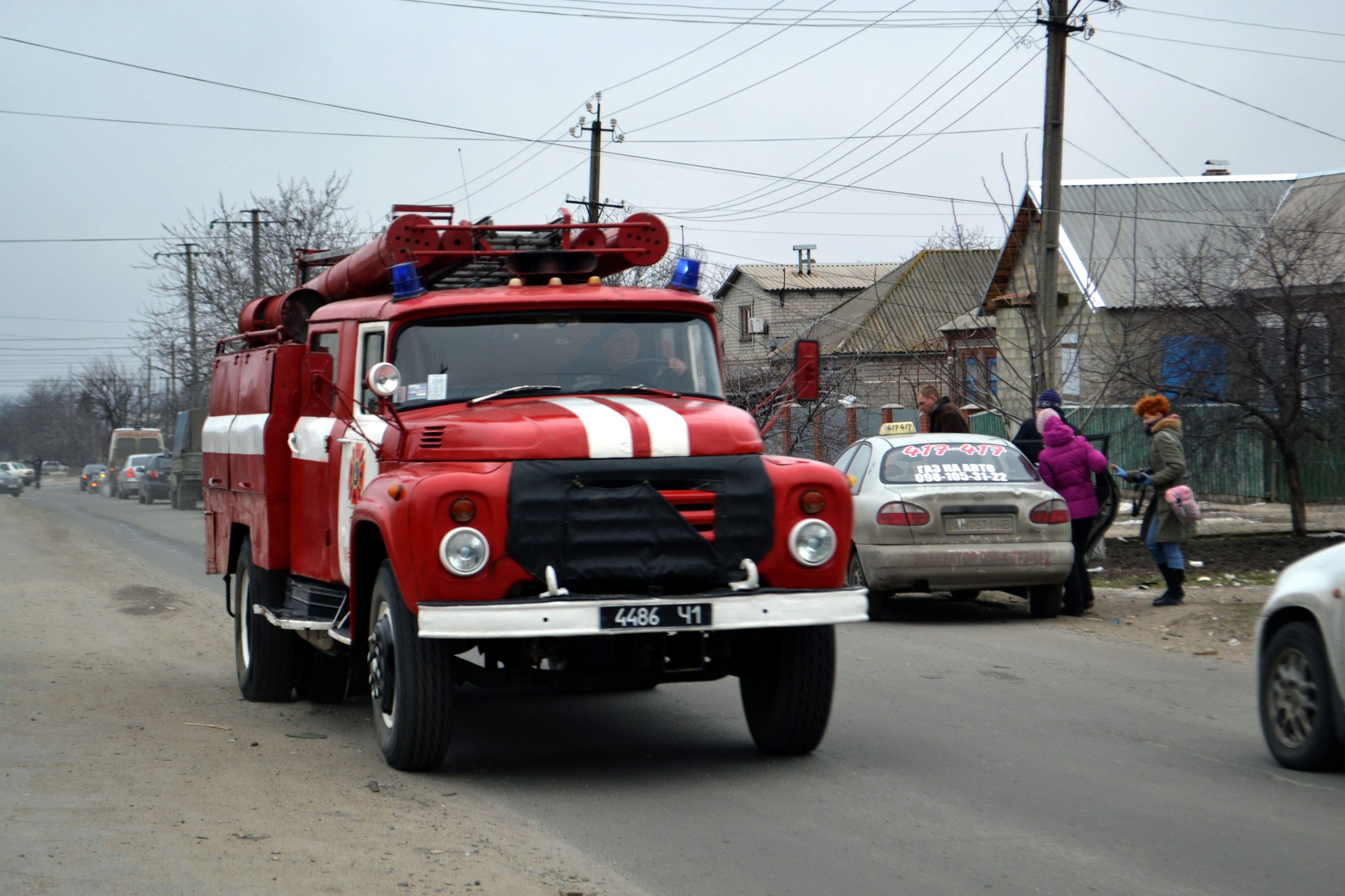
пожежна машина
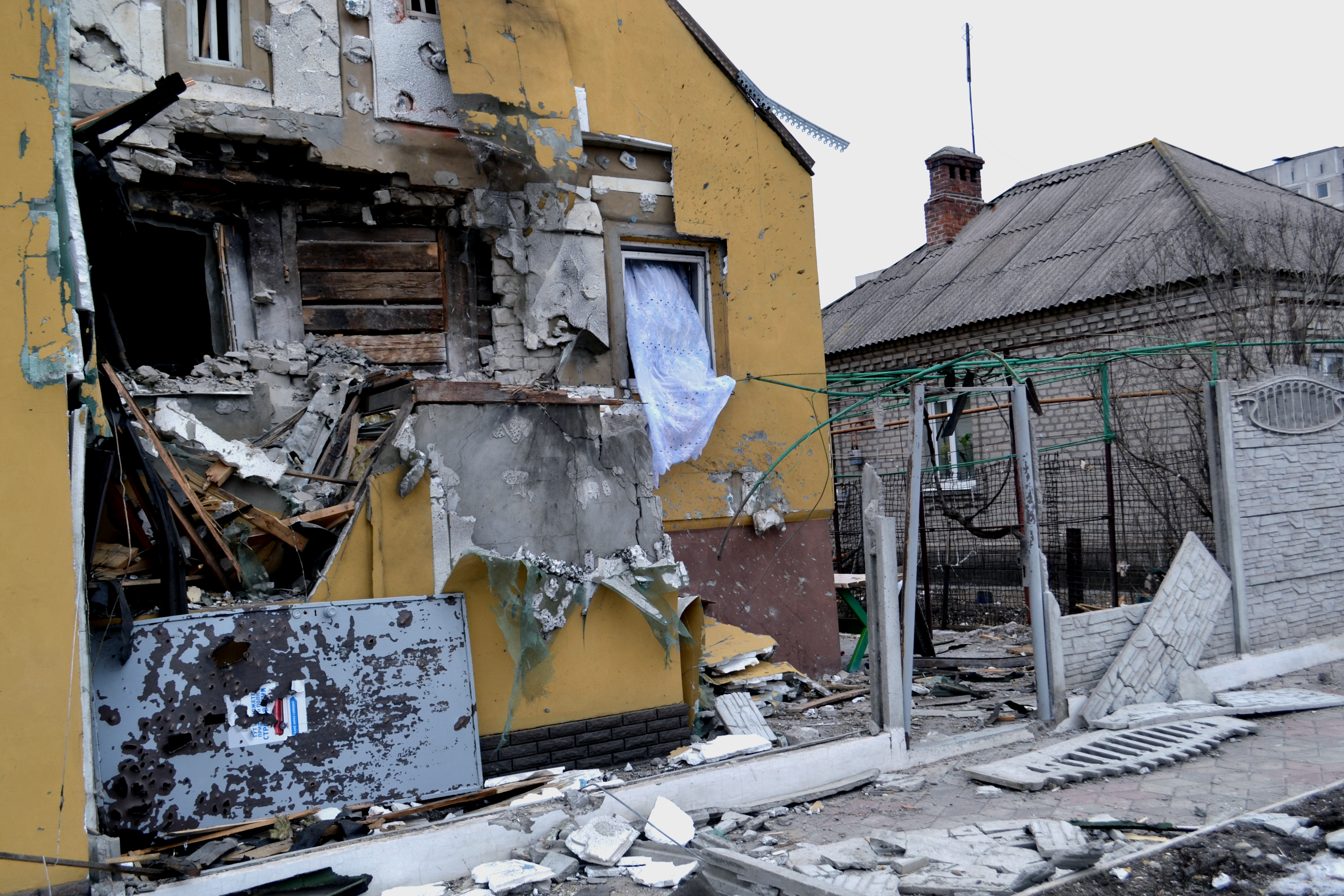
вулиця Станіславського
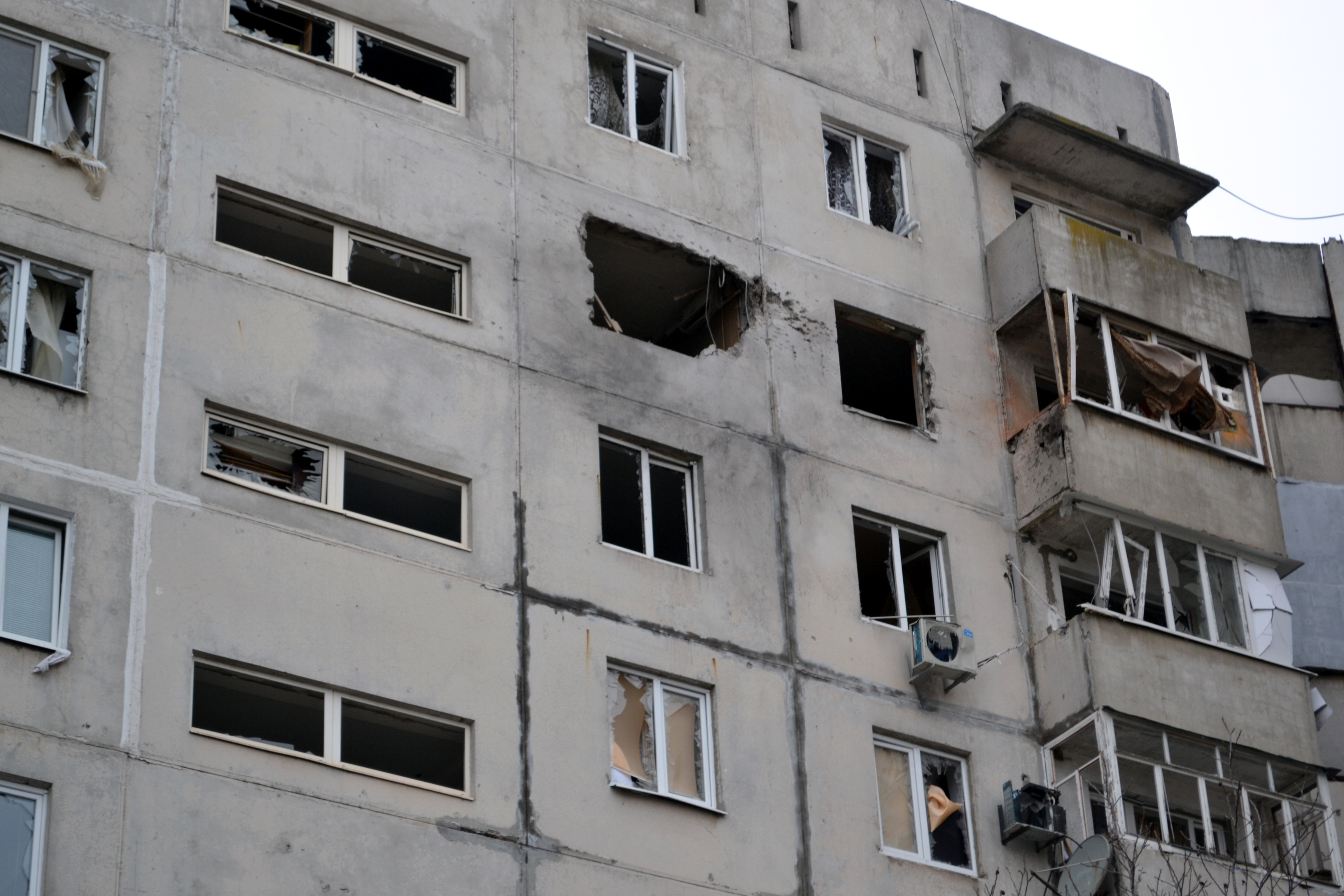
вулиця Київська
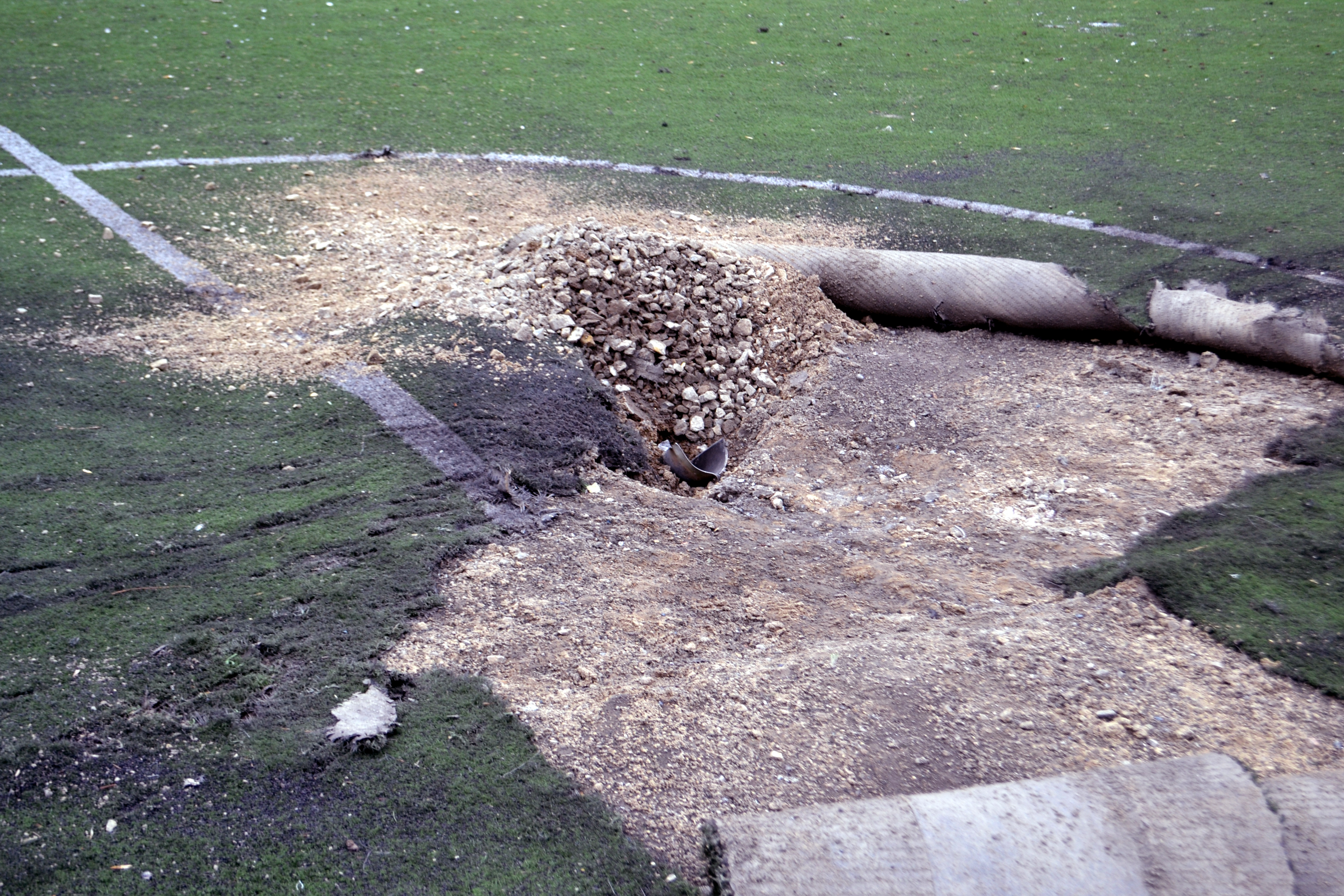
футбольне поле у подвір'ї на розі вулиць Станіславського та Київської
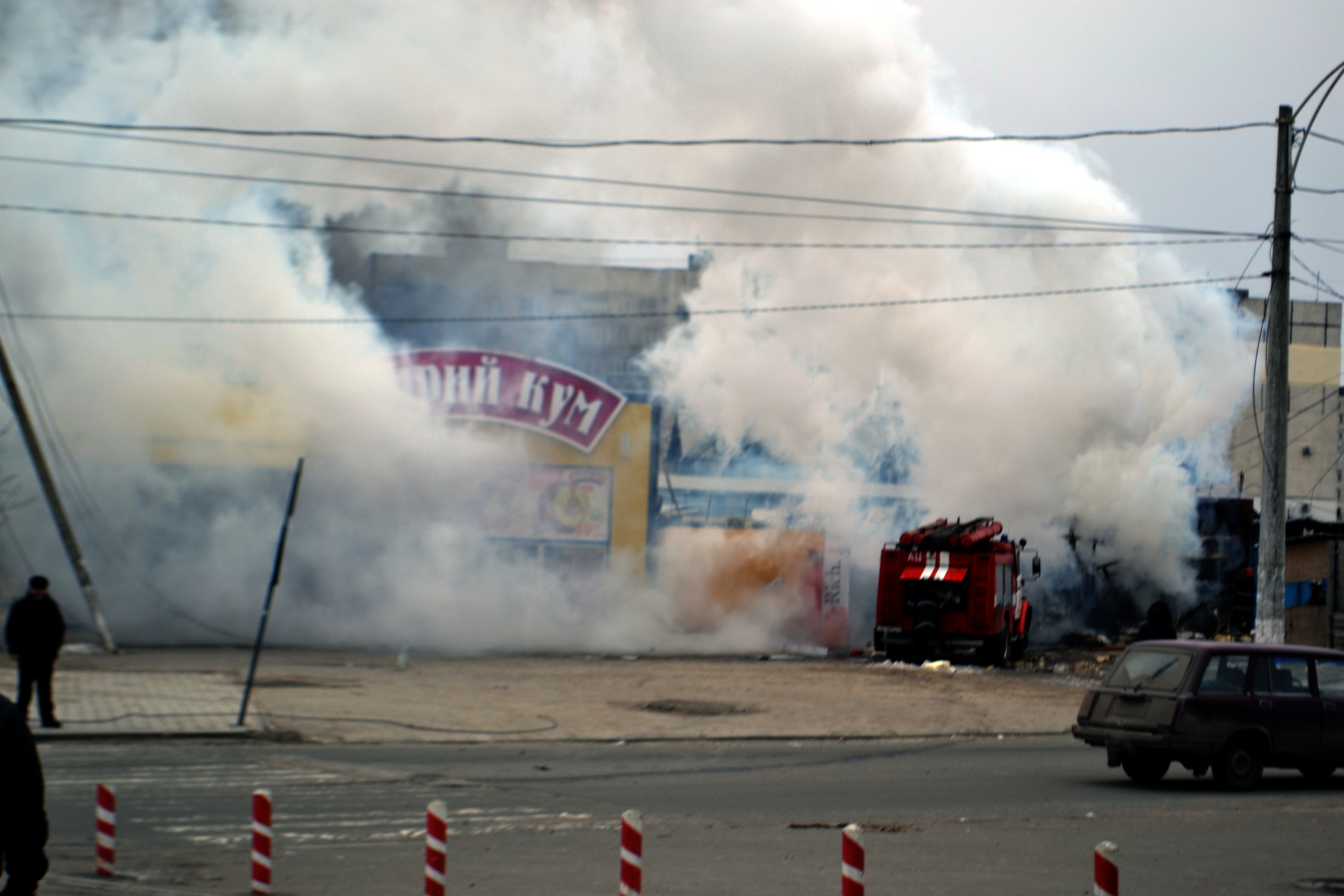
«Щирий кум» на вулиці 9-го Травня
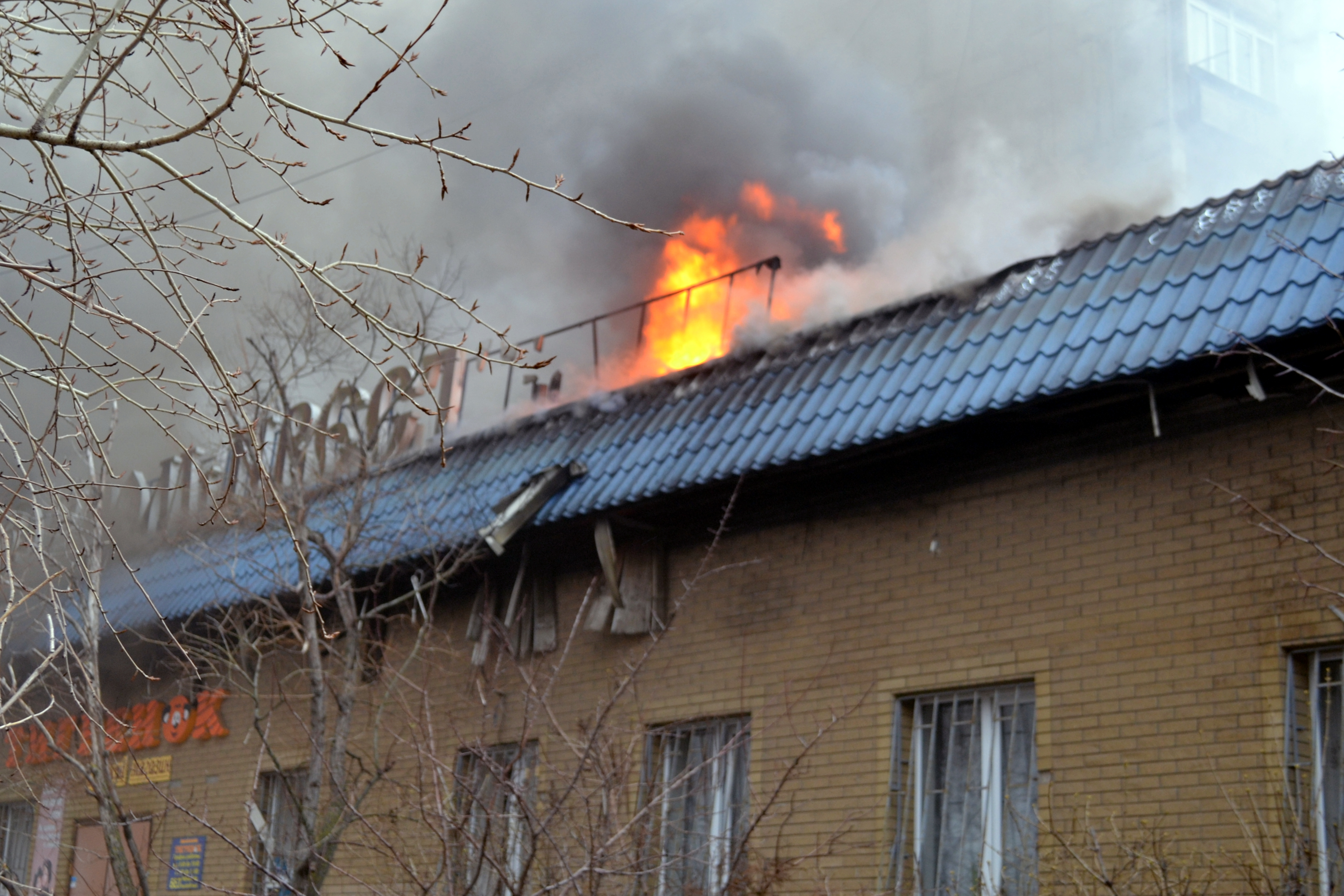
будівля Промінвестбанку, вулиця Київська
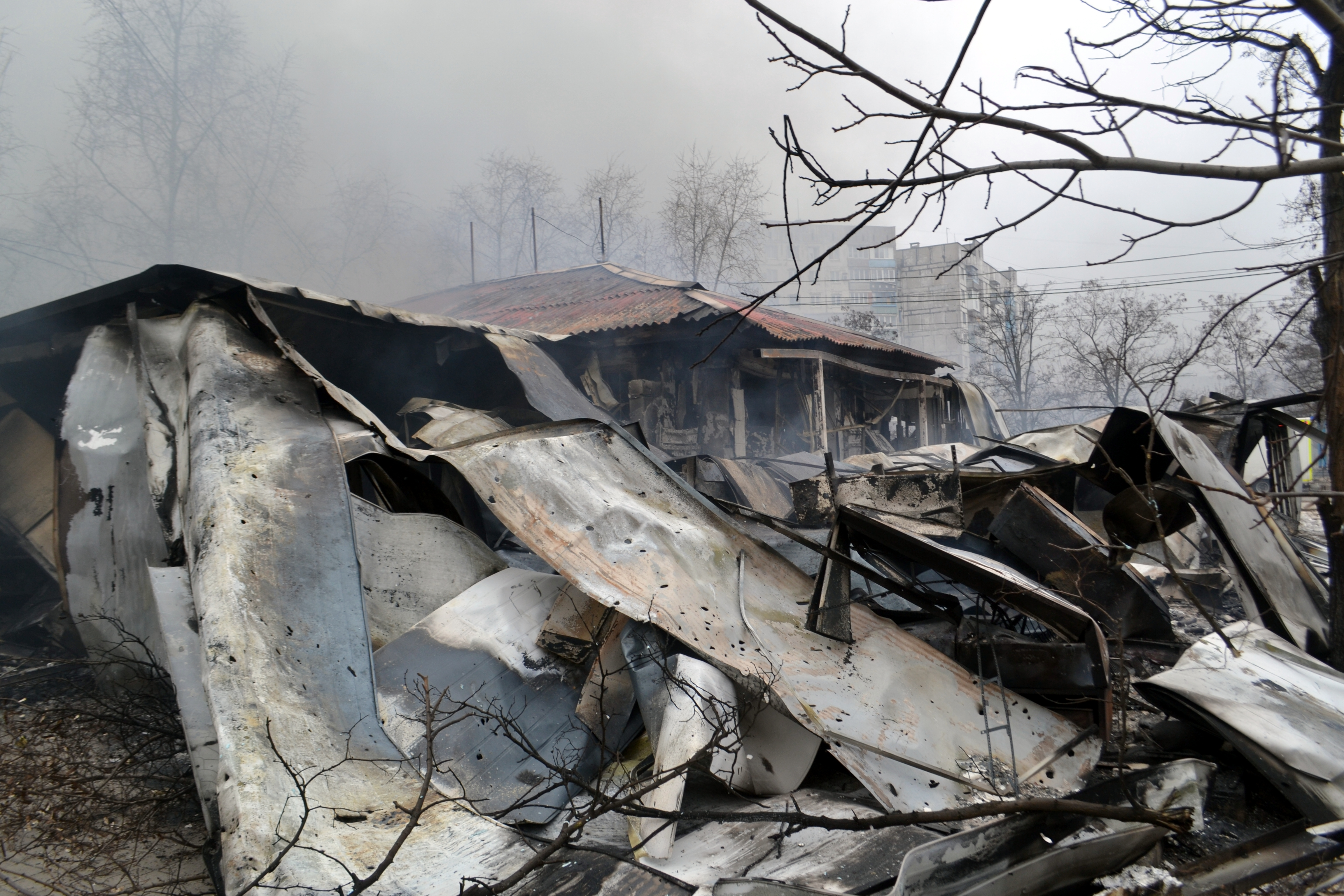
гаражі у подвір'ї на вулиці Київській
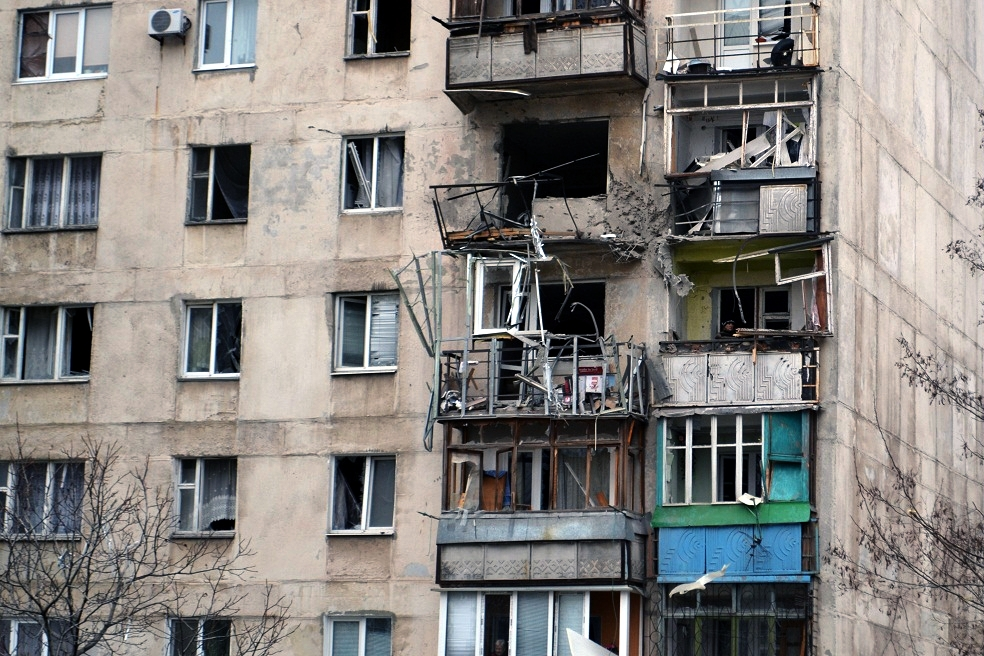
вулиця Київська
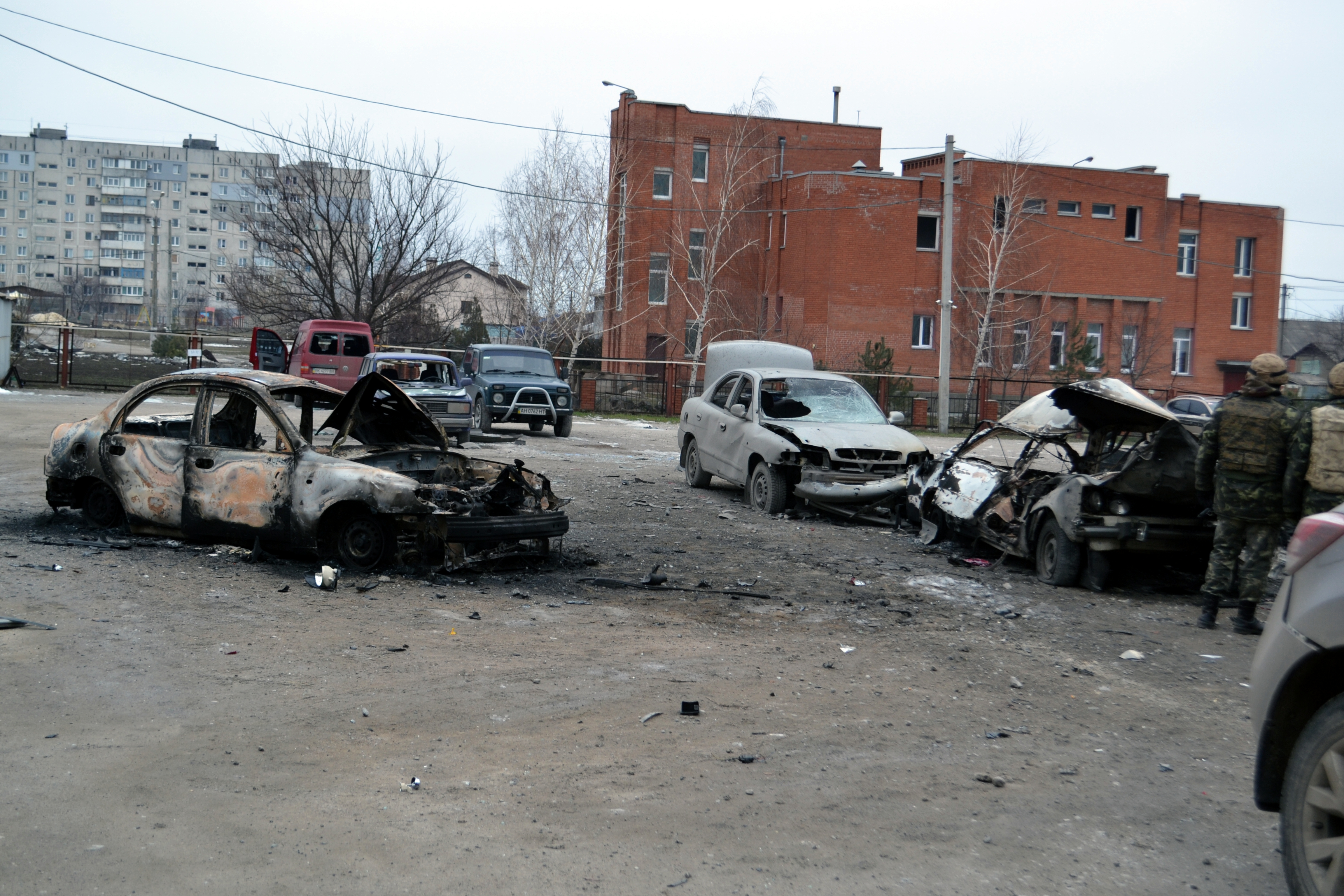
Київський ринок
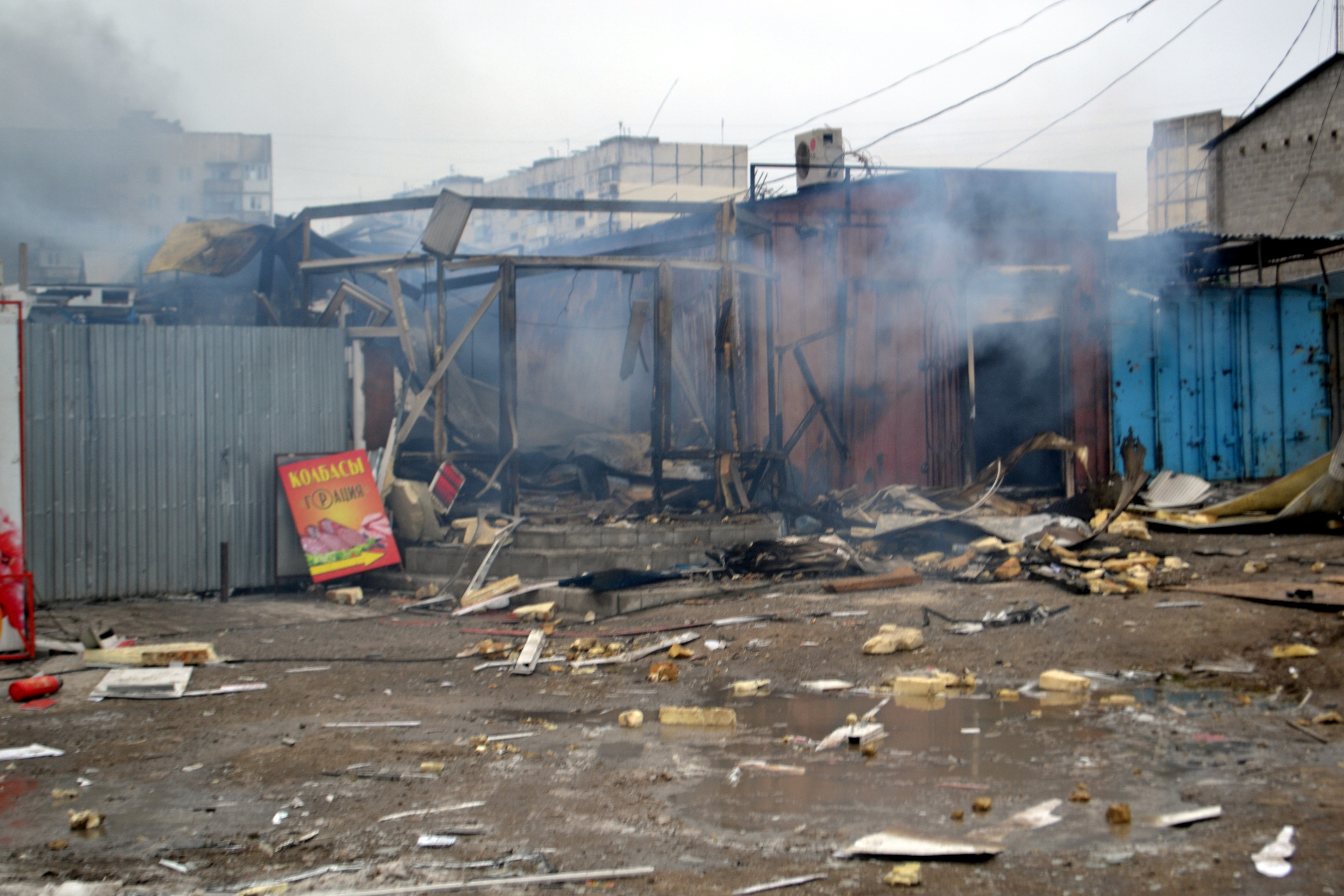
стоянка біля Київського ринку

## Вшанування

Мурал «Мілана».

- У вересні 2018 року у Маріуполі на 15-поверховому будинку київський стрітарт-художник Саша Корбан створив мурал. На ньому зображено Мілану Абдурашитову, дівчинку, яка під час того обстрілу втратила матір загиблою, а сама дістала важке поранення. Через поранення прийшлося ампутувати ногу.[76] Мати дівчинки, Ольга, до того у соціальних мережах поширювала заклики до Путіна про введення військ в Україну.[77]